# Уральская ТЭЦ
Ура́льская ТЭЦ (каз. Орал ЖЭО) — казахстанская тепловая электростанция (теплоэлектроцентраль) местного значения. Расположена в городе Уральске Западно-Казахстанской области. Обеспечивает город тепловой и электрической энергией. Принадлежит АО «Жайыктеплоэнерго». Изолированный Уральский энергоузел не входит в Единую энергосистему Казахстана.

## История
Решение о строительстве в городе Уральске теплоэлектроцентрали, где отсутствовало централизованное теплоэнергоснабжение, было принято Советом министров СССР 20 мая 1952 года. В следующем году было начато возведение корпусов электростанции. Уральская ТЭЦ была пущена 22 декабря 1960 года вводом в строй турбоагрегата ст.№1 типа АПТ-12 мощностью 12 МВт Брянского машиностроительного завода и энергетического котла БКЗ-50-39-ф паровой производительностью 50 т/ч . 2 января 1961 года был включен в работу энергетический котел ст.№2 типа БКЗ-50-39-ф. В декабре 1961г. вводится еще один  энергетический котел ст.№3 типа БКЗ-50-39-ф и турбогенератор ст.№2 12 МВт. В 1961 году начато строительство тепловых сетей, подан пар на завод ЖБИ «Уральскпромстрой».
В соответствии с заданием на проектирование, утвержденным руководством Западно-Казахстанского Совнархоза, 2 октября 1962 года было разработано проектное задание расширения Уральской ТЭЦ. На ТЭЦ были установлены дополнительно два энергетических котла типа БКЗ-50-39-ф производительностью 75 т/ч каждый, в декабре 1966г. ст.№ 4 и в декабре 1967г. ст.№5, а в декабре 1969г. установлен турбоагрегат ст.№3 мощностью 12 МВт Калужского турбинного завода.
Поначалу котлы электростанции работали на угле, в том числе и карагандинском.
С августа 1967 года по апрель 1969 года энергетические котлы ст.№ 1,2,3 переведены на сжигание топочного мазута марки М-100. С сентября 1971 года по июль 1973 года энергетические котлы  ст.№1,2,3 модернизированы  с целью повышения производительности до 75 т/ч каждый.
В ноябре 1970 года турбина ст.№2  была переведена на работу в режиме ухудшенного вакуума, в январе 1975 года – турбина ст.№3.
В 1965 году ТЭЦ присоединяется к Куйбышевской энергосистеме, а для  теплоснабжения города вводятся с декабря 1973 по 1981 годы четыре водогрейных котла типа ПТВМ-100 тепловой производительностью 100 Гкал/час каждый.
В 1979-1980 гг. построен газораспределительный пункт (ГРП) среднего давления и газопровод низкого давления 0,5-1,0 атм. В 1980-1981 гг. выполнены работы по переводу котлов на сжигание природного газа.
В 1980,1982 гг. выполнена модернизация турбин типа ПТ-12-35/10 ст.№ 1,2 с целью перевода на противодавление в соответствии с проектом ЦКБ Главэнергоремонта . 
В 1994 году произведен демонтаж турбины ст.№ 2 ПР-10-35 с установкой новой турбины Калужского турбинного завода ПТ-12-35  и генератора Лысьвенского завода Т-2-12.
Наряду с Актюбинской ТЭЦ входила в состав районного управления энергетического хозяйства (РУЭХ) «Запказэнерго». В 1989—1990 годах директором ТЭЦ был Пётр Своик.
После распада СССР приватизирована, ныне входит в состав компании АО «Жайыктеплоэнерго», на 100 % принадлежащей акимату Западно-Казахстанской области.

## Основные данные
Производственные показатели электростанции на 2014 год:
- Установленная электрическая мощность — 59 МВт[4]
- Располагаемая электрическая мощность — 48 МВт[4]
- Выработка электроэнергии — 0,32 млрд кВт⋅ч[4]

Основной вид топлива, использующийся на станции — природный газ. Количество сотрудников ТЭЦ составляет 300 человек.
В октябре 2006 года на Уральской ТЭЦ была пущена новая ГТУ марки Hitachi Н-25 мощностью 28,52 МВт японского производства.